# Kouros (parfum)
Pour les articles homonymes, voir Kouros.
Kouros est un parfum masculin d'Yves Saint Laurent, créé et sorti en 1981,.

## Création

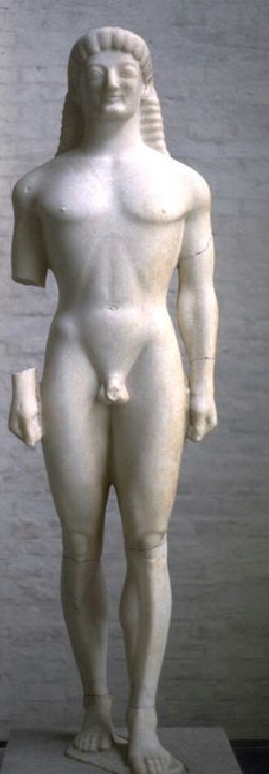
Exemple de statue : le kouros de Tenea, vers −550.

Parfum très masculin conçu pour « homme de pouvoir autant que de séduction », Kouros « impose la révolution d'effluves riches, mariant les fleurs à l'animalité, exactement comme le souhaitait M. Saint Laurent » note Yann Andrea, directeur marketing international des parfums de la marque, « Kouros, c'est la force du temple grec, celle du trophée aussi, qui raconte la vaillance, révèle le courage du vainqueur ». Il doit son nom à des statues géantes de nus masculin datant VIe siècle av. J.-C. appelées « kouroï», qu'Yves Saint Laurent découvre lors d'un voyage en Grèce ; il déclare a posteriori : « J'avais mon nouveau parfum. Et son nom ! ». C'est Pierre Bourdon qui créé ce parfum appartenant à la famille « chypre aromatique » : « En raison de sa note animale, c'est l'un des parfums les plus audacieux qu'il m'ait été donné de faire » déclare celui-ci. Le parfum comporte notamment des notes de coriandre, d'armoise, de bergamote, d'un cœur floral grâce au clou de girofle et au jasmin ainsi qu'une « structure robuste et sensuelle » en raison de la mousse de chêne, de l'ambre gris et de l'encens.

## Publicité
Le flacon, « colonne de marbre blanc, fil de pure lumière lancé entre terre et ciel, entre l'homme et son Créateur » est créé par Alain de Mourgues. Le slogan est « Kouros, un parfum pour dieux vivants ». L’argumentaire publicitaire précise :

« Parfum de vainqueur. La vaillance, le courage, la force l'habitent. Toute cette surabondance de vie s'étale sur son corps, anime ses yeux courbes et affirme par son sourire le grand accord entre l’être nouvellement éveillé et le cosmos compris et accepté. »

## Postérité
On compte parmi les marques influencées : 
- Phileas de Nina Ricci (1984)
- Trussardi Uomo de Trussardi (1984)
- Lapidus pour homme de Ted Lapidus (1987)
- 1881 de Cerruti (1990)
- Havana d'Aramis (1994)
- Baldessarini de Hugo Boss (2002)